# 青柳村 (福岡県)
青柳村（あおやぎむら）は、福岡県糟屋郡にあった村である。

## 歴史
- 1889年（明治22年）4月1日 - 町村制施行により青柳村、小竹村、青柳町、川原村、今在家村、新原村が合併し糟屋郡青柳村が成立。
- 1955年（昭和30年）4月1日 - 古賀町、小野村と合併し新・古賀町となる。
- 1997年（平成9年）10月1日 - 市制施行により古賀市となる。

## 学校
- 青柳村立青柳小学校